# Zethus hexagonus
Zethus hexagonus är en stekelart som beskrevs av Fox 1899. Zethus hexagonus ingår i släktet Zethus och familjen Eumenidae. Inga underarter finns listade i Catalogue of Life.